# Kamal al-Din ibn al-Adim
Kamāl al-Dīn Ibn al-ʿAdīm (in arabo كمال الدين ابن العديم‎?; Aleppo, 1192 – Il Cairo, 1262) è stato uno storico siriano.
La sua opera, Zudbat al-ḥalab fī taʾrīkh Ḥalab ("La crema di latte nella storia di Aleppo"), costituisce una preziosissima fonte d'informazioni per la storia della città nei secoli XII e XIII.
Kamāl al-dīn insegnò nella madrasa di Aleppo nel biennio 1219-1220, poi ottenne il titolo di qadi e si dedicò alla magistratura. Servì in qualità di vizir il sultano ayyubide di Aleppo, al-Nasir Yusuf.
Kamāl al-dīn fuggì da Aleppo quando la città venne conquistata dai Mongoli (1260) e si rifugiò in Egitto, ove morì in esilio.

## Opere
- Zudbat al-ḥalab fī taʾrīkh Ḥalab
- Bughyat al-talab ("Il desiderio dello studente")
- Kitāb al-wuṣla ilā l-ḥabīb fī waṣf al-ṭayyibāt wa l-ṭibb